# 音响爱好者
音响爱好者或俗称音响发烧友（英語：audiophile）、音响迷，是指热衷于高保真声音重现（英語：sound reproduction）的一类人。20世纪五六十年代，当时的音响设备的功率放大器主要是电子管功率放大器。电子管功率放大器最大的缺点是长时间使用后会发热，香港人称之为“发烧”。
在音乐重现（英語：music reproduction）过程中，无论是录音、制作，抑或是通常使用家用设施实现的回放（英語：playback），每一步都有可能受到音乐发烧文化影响。人们一般认为，对于低品质音乐的日渐普遍——尤其是MP3等有损数位音讯、低音质音乐串流服务及廉价耳机日益流行——音响发烧友普遍持反对意见。
不少音响发烧测评是依据一套客观评定标准，譬如ABX试听（英語：ABX testing）。但评判音质之时，听者难免受到主观意识影响，于是在伪科学、灵异现象、迷信等等理论支撑下，许多备受争议的测评手段也应运而生。

## 音响系统

### 声音来源
就音源而言，音响发烧友普遍选择黑胶唱片、CD，抑或是FLAC、Direct Stream Digital、Apple Lossless这类数位音讯档，以免除MP3所具有之失真压缩。

### 功率放大器
前级扩大器（英語：preamplifier）能够令听者切换音讯输入源、放大音源讯号、调节音量及等化器设定。

### 耳机
耳机是音响发烧友常用器材之一。虽然个别款式或型别尤其昂贵，但相较于成套音响器材，在音质同等之前提下耳机仍划算不少。此外，耳机使用体验并不取决于其所处房间之声学改造，使用之际亦无须担忧他人因同处一室而受滋扰。